# Similaun
Similaun är ett berg på gränsen mellan Österrike och Italien. Toppen på Similaun är 3 606 meter över havet.
Trakten runt Similaun består i huvudsak av kala bergstoppar och glaciärer.